# Be-Mobile
Be-Mobile, met hoofdkantoor in Melle, België, is een toonaangevende Europese leverancier van slimme mobiliteitsoplossingen, gespecialiseerd in verkeersmanagement en connected vehicle services. 
Be-Mobile levert innovatieve platformen die infrastructuur verbinden met weggebruikers aan Overheden, Steden en Bedrijven. Hun oplossingen maken diensten mogelijk zoals betaald parkeren, tolheffing en real-time verkeersmanagement. Via een netwerk van serviceproviders, waaronder opmerkelijke platforms zoals 4411.be en Flitsmeister, speelt Be-Mobile een centrale rol in het verbeteren van stedelijke mobiliteit en het optimaliseren van transportsystemen in heel Europa.
Het bedrijf is opgericht in 2006 en begon met floating car data. Anno 2020 is Be-Mobile eigendom van Proximus.

## Producten

### Floating car data
Be-Mobile verzamelt op hoofdwegen informatie over reistijden en maakt hiervoor gebruik van floating car data (FCD). De informatie wordt verzameld door weggebruikers die gebruik maken van een navigatiesysteem van gebruikers van Flitsmeister. De data die verzameld is, deelt Be-Mobile met media en overheden. Media gebruiken dit om verkeersinformatie te verspreiden via de radio. Hierbij wordt de naam van Be-Mobile als bron niet genoemd, maar een van hun producten zoals Flitsmeister. De Nederlandse overheid gebruikt FCD van het bedrijf voor reistijden op DRIP's.

### Traffic Message Channel
Be-Mobile heeft sinds eind jaren 00 een TMC-kanaal waardoor verkeersinformatie verzonden wordt naar navigatiesystemen. Dit verloopt via FM of DAB+. Be-Mobile zendt alleen uit in België en Nederland en is alleen te ontvangen door navigatiesystemen van Garmin. Daarbij moet het navigatiesysteem een verkeersontvanger bevatten. In Nederland kan alleen verkeersinformatie getoond worden op wegen die in de VerkeersInformatie Locatie Database punten opgenomen is. Dit betreft met name hoofdwegen. De file-informatie die Be-Mobile via het TMC-kanaal verstuurt is afkomstig van floating car data. De meldingen van incidenten (ongevallen, voorwerpen, pechgevallen), rijbaanafsluitingen en wegwerkzaamheden zijn afkomstig van verkeerscentrales. In Nederland verloopt dit proces via het Nationaal Dataportaal Wegverkeer.

### Flitsmeister
In Nederland is Be-Mobile eigenaar van de verkeersapplicatie Flitsmeister. In het begin waarschuwde de app alleen voor snelheidscontroles. Vanwege concurrentie met de applicatie Waze en Google Maps toont de applicatie nu ook incidenten langs de weg die gebruikers van de applicatie zelf kunnen melden. Tevens geeft de applicatie een signaal als er zich een ambulance in de buurt van het voertuig bevindt. De gemelde incidenten worden niet doorgestuurd naar verkeerscentrales in tegenstelling tot de applicatie Waze. De applicatie is meermaals in opspraak geraakt. Diverse organisaties vinden dat de applicatie geen snelheidscontroles zou mogen tonen of dat de gehele applicatie verboden moet worden. Ook zou de applicatie door alle functies telefoongebruik tijdens het rijden bevorderen en afleidend zijn. In Duitsland is het gebruik van de applicatie tijdens het besturen van een motorvoertuig verboden.

### Truckmeister
In april 2019 lanceerde Be-Mobile de applicatie Truckmeister. Dit is een variant op het applicatie Flitsmeister, maar dan specifiek gericht op vrachtverkeer.

### 4411
In 2018 lanceerde Be-Mobile in België de mobiele app 4411, waarmee gebruikers online vervoersbewijzen voor het openbaar vervoer kunnen kopen en parkeergeld kunnen betalen.

### Tolheffing
Be-Mobile faciliteert tolheffing voor zwaar vrachtverkeer in België, Duitsland en Denemarken.